# Радка Донел
Радка Донел (на немски: Radka Donnell), по баща Радка Загорова (Radka Zagoroff), е швейцарска поетеса, писателка, художничка и публицистка от България.

## Биография
Радка Загорова е родена в София. Баща ѝ е българският икономист и политик професор Славчо Загоров. Живее в Германия и САЩ, установява се в Цюрих, Швейцария. Майка е на 2 дъщери.
Годините на Втората световна война Радка Загорова прекарва в Германия. През 1951 година емигрира в Съединените щати и там продължава образованието си. Получава бакалавърска степен от Станфордския университет, а магистърска – по изящни изкуства (Master of Fine Arts) от Колорадския университет в Боулдър.
Създава си име като художник на пачуърк и куилт. Пише стиховете си на немски и английски.

### Книги с поезия
- leidenschaftspassage, zweisprachig: Deutsch-Bulgarisch, mit Zeichnungen von Hanny Fries, 1993
- am walensee, zweisprachig: Deutsch-Bulgarisch, 1994
- das frühlingsbuch, 1994
- in's nächste jahr, Gedichte 1991-1995, 1995
- die „Goldberg variationen“, 1997
- nichtausgeträumt, 2004

Радка Донел е представена с поезията си в многобройни антологии в Швейцария, Германия и Австрия, а също в мащабния сборник Küsse und eilige Rosen. Die fremdsprachige Schweizer Literatur, издаден в Цюрих през 1998 г.

### Проза
- Die letzte Héloise, Roman, 2000
- Monets „Nymphéas“ – Liebesnähe, 2005

### Публикации на английски
- Quilts As Women's Art. A Quilt Poetics, 1990
- Adolf Wölfli, by Daniel Baumann and Radka Donnell, 1997
- Le Corbusier, the Noble Savage: Toward an Archaeology of Modernism, by Adolf Max Vogt and Radka Donnell, 1998

## Награди
- Творческа едногодишна стипендия на град Цюрих, 1999